# リチャード・ベリンガム
リチャード・ベリンガム（英: Richard Bellingham、1592年頃 - 1672年12月7日）は、イングランドから北アメリカの植民地に渡った判事、弁護士であり、マサチューセッツ湾植民地の総督を前後3回務めた。マサチューセッツ湾植民地のために発行された認可状に署名した者として最後まで生き残った者とされている。1634年に新世界に向かって出発する前はリンカンシャーの裕福な弁護士だった。マサチューセッツでは中道のジョン・ウィンスロップに対して、リベラルな政敵であり、参政権と立法の拡張を論じたが、クエーカー教徒やバプテストが植民地に入ろうとしたときに極めて厳しく反対し、宗教面では幾分保守的な面を示した。「マサチューセッツ自由の主文」を作成した一人であり、この文書はアメリカ権利章典にも見られる多くの意見を具体化したものだった。
ベリンガムは植民地での初期に概して少数派に属したが、通算で10年間を植民地総督として務めており、その大半はイングランド王チャールズ2世が植民地政府の行動についてあれこれ注文をつけた王政復古という難しい時代だった。ベリンガムはイングランドに出頭すべしという国王からの直接命令を拒否しており、これが1684年に植民地認証取り消しに繋がったとされている。
ベリンガムは2度結婚しており、後妻と一人の息子がベリンガムの死後に残った。ベリンガムは1672年に死亡し、現在のマサチューセッツ州チェルシーの資産と、ボストンの大きな家屋を遺した。ベリンガムの遺志に対して息子から異議申し立てがあり、その資産は100年以上も続く法的手続きの対象となった。作家ナサニエル・ホーソーンの小説『緋文字』と、詩人ヘンリー・ワズワース・ロングフェローの『ニューイングランドの悲劇』にはベリンガムが登場しており、植民地時代の仮想のできごとを扱っている。

## 初期の経歴
リチャード・ベリンガムは1592年頃にイングランドのリンカンシャーで生まれた。父はウィリアム・ベリンガム、母はフランシーズ・アムコッツだった。一族は繁栄していた。スカンソープに近いブロンビーウッドにある邸宅に住んでいた。オックスフォードのブレーズノーズ・カレッジに1609年12月1日に入学して法律を学んだ。1625年、リンカンシャーのボストンで、記録官（町で法律に関する最高位）に選出され、1633年まで務めた。1628年と1629年にはボストンから庶民院議員に選ばれた。ベリンガムはバークシャーのスウォローフィールド出身のエリザベス・バックハウスと結婚し、多くの子供が生まれたが、息子のサミュエルのみが成人した。
1628年、マサチューセッツ湾会社の投資者となり、ニューイングランドのためのプリマス委員会によって発行された土地特許に署名した者達の一人となった。1629年にマサチューセッツ湾植民地のために発行された王室認可状にもその名があった。1633年、ボストンの記録官を辞任し、その資産の処分を始めた。翌年、妻と息子を連れて新世界に旅立った。マサチューセッツのボストンに就いてから間もなく、妻のエリザベスが死亡した。

## マサチューセッツ湾植民地

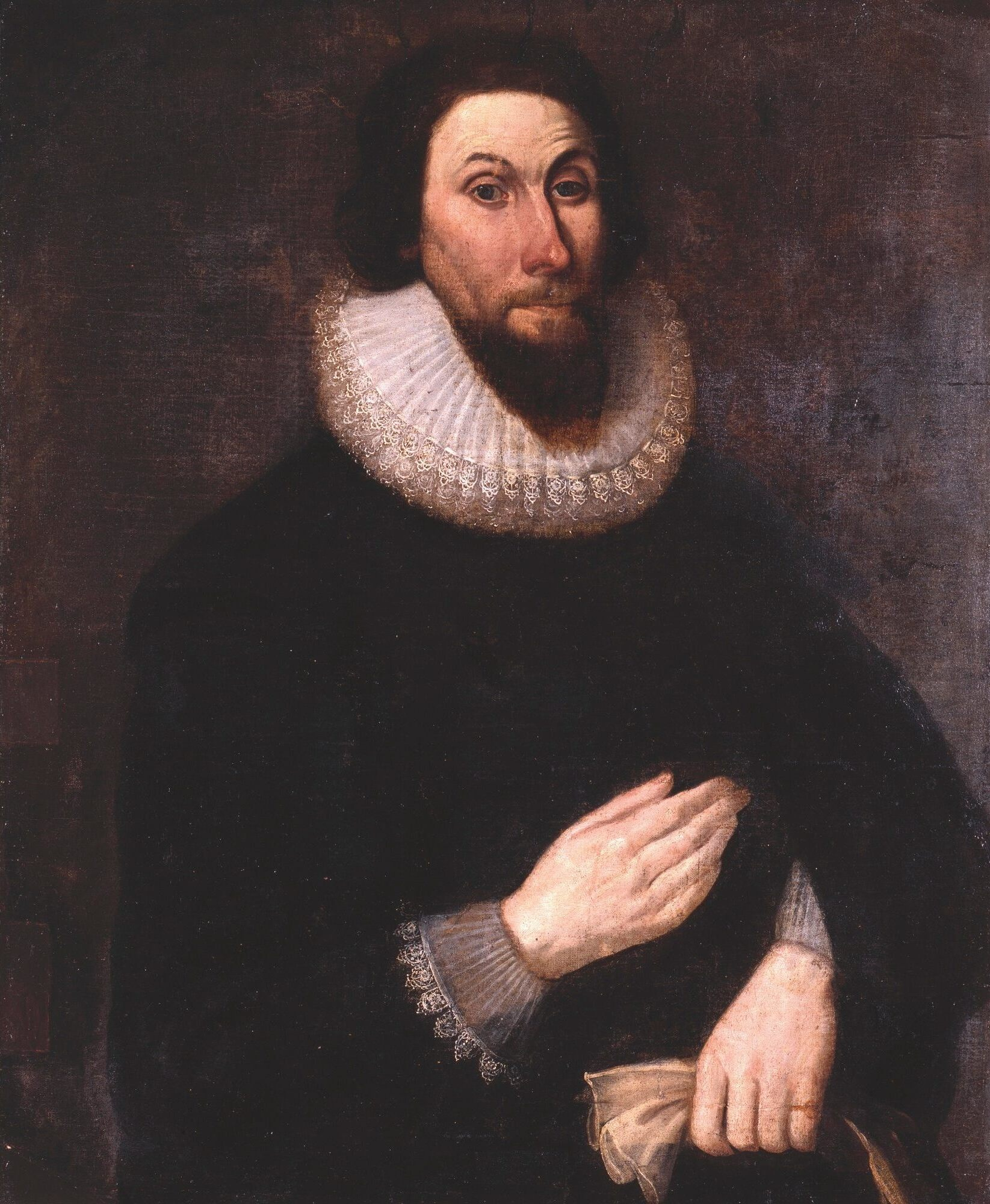
ジョン・ウィンスロップ、ベリンガムと意見が合わないことが多かった

ベリンガムは即座に植民地での著名な役職を務め始め、ボストン市の事情を監督する委員会（市政委員会の前身）の委員を務めた。この役割では、ボストンコモンの設立を初め、地域社会の分割に参加した。ボストンに来てから間もなく、ボストンとウィネシメット（現在のチェルシー）の間の渡し船航路をサミュエル・マーベリックから買収し、合わせてチェルシーの多くに跨る土地も購入した。ボストンにあるその邸宅に加えて、ウィネシメットの船着き場近くに田舎家を建設した。1659年に建てた家屋はチェルシーに今も残っており、ベリンガム・キャリー家屋と呼ばれ、アメリカ合衆国国家歴史登録財に指定されている。
ベリンガムは長年総督の諮問機関である植民地の補佐委員に選ばれ続けた。これは総督の立法事項について助言を行い、司法府として機能するものだった。また植民地財務官としても幾つかの任期を務めた。1635年には植民地の総督補に初めて選ばれた。このときは威信の高いジョン・ウィンスロップが人気を失っていたときだった。さらに1640年にも総督補に選ばれた。1637年、アンティノミアン（無律法主義）論争が起こり、アン・ハッチンソンの裁判ではベリンガムが判事の一人となり、植民地から追放するという判決に賛成票を投じた。歴史家のフランシス・ブレマーに拠れば、ベリンガムは幾分性急で敵対的なところがあり、ウィンスロップと政治的な問題について衝突することが繰り返された。この初期の時代に、ハーバード大学の初代監督委員会に選ばれた。また植民地では最初の法典である「マサチューセッツ自由の主文」策定に貢献した。この文書はウィンスロップから反対され、何度も立ち往生することがあった。ウィンスロップは法律についてコモン・ローを適用することに賛成していた。
1641年、ベリンガムは、ウィンスロップに対抗して出馬した選挙で、初めてマサチューセッツ湾植民地総督に選出された。その任期中に「自由の主文」が正式に採用された。しかし、総督を務めたのは1年間だけであり、1642年にウィンスロップと交代した。ベリンガムの落選は再婚に伴うスキャンダル絡みの不体裁が災いした可能性があった。ベリンガムの家の客だったある友人が、20代の女性ペネロープ・ペラムと交際していた。ウィンスロップに拠れば、このとき50歳で寡夫だったベリンガムが彼女の心を掴み、正式な婚姻の予告期間を待たずに結婚してしまった。この問題が植民地裁判所に持ち出されたときに、総督で首席判事であるベリンガムがその告発に直面して裁判官席から降りるのを拒否したために、この件は幾らか気まずい結果になった。ベリンガムの総督としての任期は、ウィンスロップによって極めて難しいものと表現されていた。「議会はベリンガムの他の議員に対して友好的ではない態度により、不快な動揺と争いで満ちていた。彼は全ての手続きにおいて他の者に反対の立場を採り、それが仕事を遅らせることになった」としるしていた。

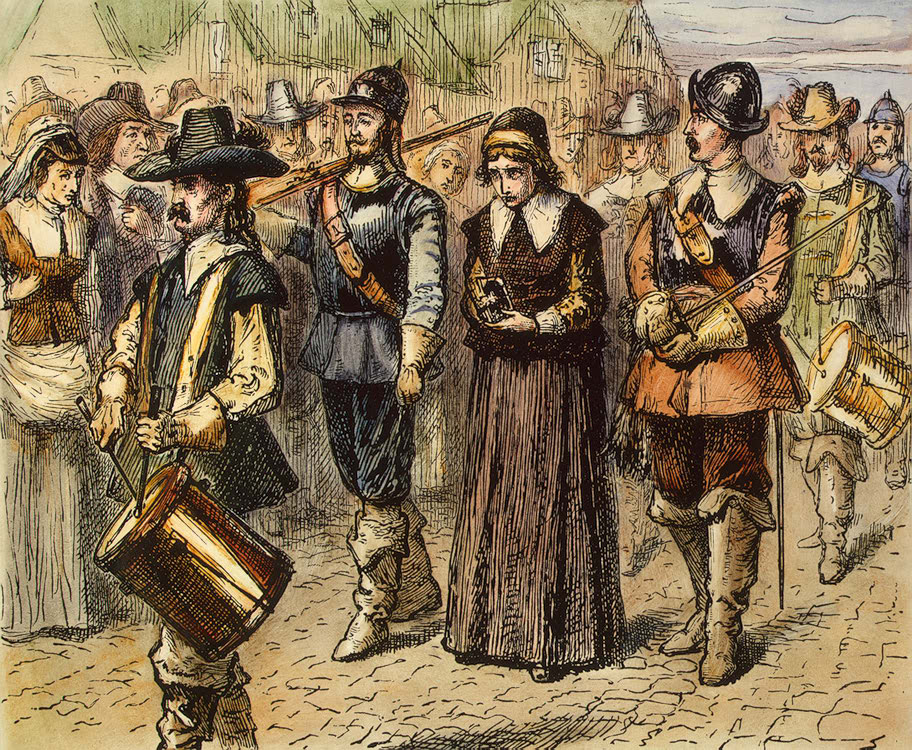
メアリ・ダイアー、クエーカー教徒であるが故に処刑されたボストン殉教者の一人

1640年代、補佐委員の権限に関して構造的な問題が起きた。逃亡した豚に関する事件で、補佐委員はある未亡人の誤った動物を捕まえたとされる商人に有利な裁定を下した。その未亡人は一般裁判所に控訴し、有利な判断を貰った。補佐委員は一般裁判所の判断を覆す権利があると主張し、論争に火を点けさせた。ジョン・ウィンスロップはその補佐委員が経験を積んだ判事として、一般裁判所の民主的な制度をチェックできるはずであると主張した。なぜなら、「民主主義はほとんどの文明国で、あらゆる形態の政府の中で最も卑劣で最も悪いものであるからである」としていた。ベリンガムは2人しかいない補佐委員の一人であり（もう一人はリチャード・ソルトンストールだった）、補佐委員の拒否権が有効とする最終判断に反対していた。ベリンガムとソルトンストールはウィンスロップやトマス・ダドリーのより保守的な見解に反対する少数派になることが多かった。1648年、ベリンガムは委員会に出席し、植民地の憲章によって要求されているように、植民地の法体系は「イングランドの法に一致しない」わけではないことを示した。
1650年、ベリンガムが補佐委員であるとき、ウィリアム・ピンチョンの著書『我々の買戻しに関する称賛すべき価格』を禁書とする裁判所判断に同意していた。その書はピューリタンが異端と考える多くの見解を表明していた。1654年、ベリンガムは再度総督に選出され、1665年5月にはジョン・エンデコット総督の死後にも再度選出された。その後は死去した1672年まで毎年再選され続け、都合10年間を総督として、13年間を総督補として務めた。1656年にエンデコットの総督補であるとき、数人のクエーカー教徒を運んできた船がボストンに着いた。エンデコットはこのときセイラムにいたので、ベリンガムが彼らの到着に対する政府としての対応を指揮した。クエーカーはピューリタンにとって異端だったので、クエーカー教徒は船の中に拘束され、その持ち物が捜索され、その信仰を促進するための書籍は破壊された。その捕獲から5週間後、彼らはイングランドに送り返された。エンデコットが総督である間に、植民地からの追放を拒否するクエーカー教徒に対する罰則は次第に厳しいものになり、違反を繰り返す者には死刑を科すこともあるようになった。この法の下で、追放後も植民地に戻ってきた廉で、4人のクエーカー教徒を死刑に処した。クエーカーの歴史家達はベリンガムの評価でも厳しいものがあった。マサチューセッツの権威筋が、死刑を行わないことに合意した後（長期間に否定的な結果となり、マサチューセッツの妥協しない概念を得ていた）、法は烙印やむち打ちに減じるよう修正された。

## イギリスの王政復古
1640年代と1650年代のイングランドは大きな混乱の時代だった。イングランド内戦によりイングランド共和国が設立され、オリバー・クロムウェルの護国卿制となった。この時代にマサチューセッツは概してクロムウェルや議会派に同調的だった。1660年にチャールズ2世が王位に復して王政復古となると、すべての植民地、特にマサチューセッツはその監視下に置かれることになった。1661年、チャールズ2世はその後にクエーカー教徒の処刑を禁じる「職務執行令状」を発行した。さらにマサチューセッツに、参政権を拡大し、プロテスタントの他の会派に対して寛容であることとする法の具体的な改正を要求した。これはエンデコット総督の間に抵抗されるかあるいは無視された。チャールズ2世は1664年にニューイングランドに役人を派遣し、その要求を強制させたが、ニューイングランドの植民地の中でもマサチューセッツが最も反抗的であり、実質的な要求の全てを拒否し、あるいは問題に表面的に対処するだけの修正を法制化するだけだった。

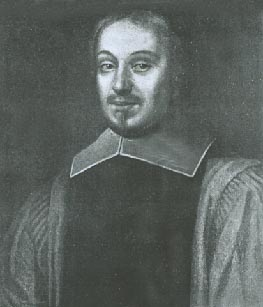
この肖像画はベリンガムのものとされたことがあった。モデルも画家も不明のままである

これに対するチャールズ2世の反応は、当時総督だったベリンガムと議会議長だったウィリアム・ホーソーンに、イングランドに来て植民地の動きを説明するよう命令を発することだった。この要求にどう応えるかについて、植民地の意見が分かれ、国王の要求に議会が従うことを求める植民地大衆の内部から請願の声が挙がった。これに関する議論によって補佐委員会の中に長く続く亀裂を生じた。いかなる代償を払っても国王の要求に抵抗することを望む強硬派と、国王の要求に応じるべきだと考える穏健派が争った。ベリンガムは強硬派の側に付き、結論として国王に手紙を送ることになった。その手紙では、要請が国王の発案になるものかを問い、植民地は国王に忠誠であり、議会がなぜ国王の要求に従えないかを既に十分に説明してきたと抗議していた。議会は満艦飾の船を贈り物として贈ることで怒れる権威筋を宥めようとした（ニューイングランドにはイギリス海軍にとって木材の貴重な資源があった）。チャールズ2世はオランダとの戦争（第二次英蘭戦争）と国内の政治に気を散らされ、ベリンガムの死後までこの問題を追及しなかった。ただし多くの理由があってマサチューセッツ湾植民地の認証は1684年に取り消された。

## 死と遺産

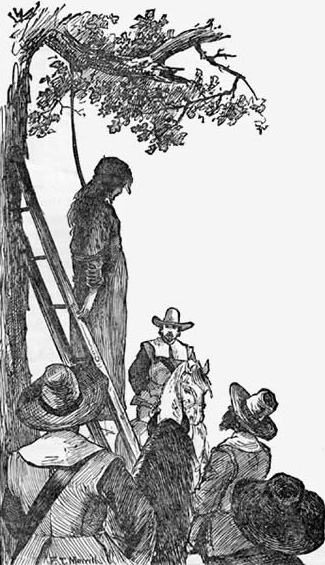
アン・ヒビンスの処刑の様子

リチャード・ベリンガムは1672年12月7日に死んだ。植民地認可状に署名した最後の生き残りだった。ボストンのグラナリー埋葬地に埋葬された。その死後には最初の結婚で生まれた息子のサミュエルと、後妻のペネロープが残った。ペネロープはその後30年間生存した。ウィネシメットの所有地はその後100年以上も続く法廷訴訟の対象となり、大西洋の両側で法廷と手続きの判断が出てきた。その遺志に従い、ウィネシメットの資産の幾らかは宗教的用途に取っておかれた。その息子が父の遺志に異議を申立て、最後は供託となった。法廷訴訟はベリンガムの遺産承継者、土地の承継者と占有者の間で争い続けられ、決着したのは1785年だった。マサチューセッツ州ベリンガム町はベリンガムにちなむ命名であり、またチェルシー市には広場、通り、丘など多くの場所にその名が付けられている。
ベリンガムは、作家ナサニエル・ホーソーンの小説『緋文字』の中で、魔女裁判により処刑されたアン・ヒビンス（実際にも小説の中でも1656年とされている）の兄弟という位置づけで登場する。ベリンガムの姉妹としてのヒビンス夫人に関して当時の文献は無い。ホーソーンがこの関係を作ったのは、ジョン・ウィンスロップの日記に関するジェイムズ・サベージによる1825年の出版にあった脚注に基づいていると考えられる。20世紀初期に出版されたベリンガムの系図には彼女に関する言及が無い。詩人ヘンリー・ワズワース・ロングフェローの『ニューイングランドの悲劇』にはベリンガムが登場している。ここではクエーカー教徒を扱った事件を仕立てている。

## 関連図書
- Anderson, Robert Charles. "Bellingham, Richard (1591/2–1672)". Oxford Dictionary of National Biography (英語) (online ed.). Oxford University Press. doi:10.1093/ref:odnb/2058。 (要購読、またはイギリス公立図書館への会員加入。)
- Henderson, Thomas Finlayson (1885). "Bellingham, Richard" . In Stephen, Leslie (ed.). Dictionary of National Biography (英語). Vol. 4. London: Smith, Elder & Co.